# ميرتو
ميرتو (بالإيطالية: Mirto)‏ هي بلدية في مقاطعة ميسينا في صقلية الإيطالية.

## السكان
في سنة 1861 بلغ عدد السكان 1٬518 نسمة، وتطور العدد ليصل في سنة 2011 لـ 1٬000 نسمة.
يظهر هذا المخطط البياني تطور النمو السكاني لـ ميرتو